# Thelocactus bicolor

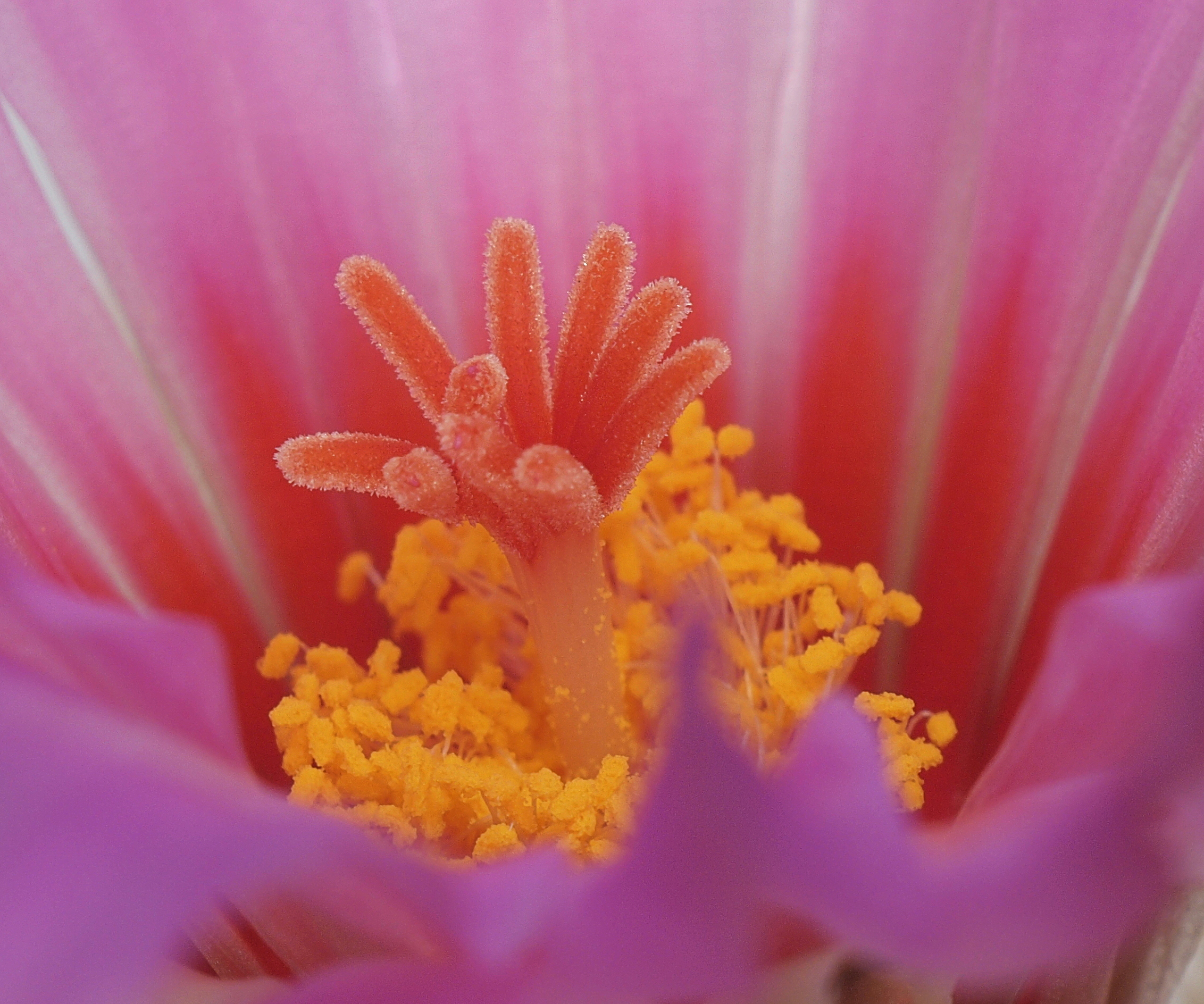
Stempel und Staubgefäße

Thelocactus bicolor ist eine Pflanzenart aus der Gattung Thelocactus in der Familie der Kakteengewächse (Cactaceae). Das Artepitheton bicolor stammt aus dem Lateinischen, bedeutet ‚zweifarbig‘  und verweist auf die zweifarbigen Blüten der Art. Englische Trivialnamen sind „Glory of Texas“, „Straw Spine Cactus“ und „Texas Pride“.

## Beschreibung
Thelocactus bicolor wächst kugelig bis kegelig oder zylindrisch. Der Körper ist blau oder graugrün, am Scheitel etwas filzig und oft auch bedornt und etwa 6 bis 10 Zentimeter im Durchmesser. Die 8 bis 13 Rippen sind gerade oder gedreht und in schief gestutzte bis zu 1,5 Zentimeter hohe Höcker zerlegt. Die 9 bis 18 Randdornen sind abstehend oder leicht gekrümmt und bis zu 3 Zentimeter lang. Die 1 bis 4 Mitteldornen sind alle bis zu 3 Zentimeter lang und lebhaft gefärbt, weiß oder in der Mitte rötlich oder am Grunde rot und an der Spitze gelb, im Alter zunehmend gräulich. Der unterste ist vorgestreckt, pfriemlich; die oberen aufrecht, flach.
Die Blüten sind groß, weit ausgebreitet, 5 bis 8 Zentimeter lang und bis 10 Zentimeter breit mit gewimperten Rand. Die Früchte sind rotbraun schuppig und essbar.

## Verbreitung, Systematik und Gefährdung
Thelocactus bicolor ist im Süden der USA im Bundesstaat Texas und in den mexikanischen Bundesstaaten Chihuahua, Coahuila, Durango, Nuevo León und Tamaulipas verbreitet.
Die Erstbeschreibung als Echinocactus bicolor erfolgte 1848 durch Ludwig Georg Karl Pfeiffer. Nathaniel Lord Britton und Joseph Nelson Rose stellten die Art 1922 in die Gattung Thelocactus. Ein nomenklatorisches Synonym ist Ferocactus bicolor (Galeotti ex Pfeiff.) N.P.Taylor (1979).
Es werden folgende Unterarten unterschieden:
- Thelocactus bicolor subsp. bicolor
- Thelocactus bicolor subsp. bolaensis (Runge) Doweld
- Thelocactus bicolor subsp. flavidispinus (Backeb.) N.P.Taylor
- Thelocactus bicolor subsp. heterochromus (F.A.C.Weber) Mosco & Zanov.
- Thelocactus bicolor subsp. schwarzii (Backeb.) N.P.Taylor

In der Roten Liste gefährdeter Arten der IUCN wird die Art als „Least Concern (LC)“, d. h. als nicht gefährdet geführt.

## Nachweise